# Hønsinge Omfartsvej
Hønsinge Omfartsvej er en ca. 2,1 km tosporet omfartsvej der går nord for Vig i forlængelse af Vig Parkvej, og til sekundærrute 225 Nykøbing- Slagelsevej syd for Hønsinge. 
Omfartsvejen blev lavet for at skabe en bedre vejforbindelse mellem Odsherredsvej (primærrute 21) og sekundærrute 225, samt at aflaste vejnettet igennem Vig og Hønsinge for trafik.
Vejen åbnede for trafik den 24. oktober 2017. 